# Smoothie King Center
Le Smoothie King Center (anciennement New Orleans Arena) est une salle omnisports située dans le centre-ville de La Nouvelle-Orléans en Louisiane, près du Caesars Superdome.
De la fin de l'année 2005 au début de l'année 2007, la salle fut fermée et rénovée à la suite des dommages causés par le passage de l'ouragan Katrina. L'arène est le terrain de jeu des Pelicans de La Nouvelle-Orléans de la National Basketball Association depuis 2002. Mais ces derniers durent jouer provisoirement au Ford Center d'Oklahoma City à cause de la catastrophe. Parfois, l'équipe de basket-ball universitaire de Tulane Green Wave y joue ses rencontres à domicile. L'équipe défunte des Brass de La Nouvelle-Orléans de l'East Coast Hockey League a évolué dans cette arène ses trois dernières saisons avant sa cession en 2002. Entre 2004 et 2008, les New Orleans VooDoo de l'Arena Football League s'y sont installés. En 2007, après quelques rénovations, les Hornets de La Nouvelle-Orléans (nommés à l'époque) et les New Orleans VooDoo sont retournés à la New Orleans Arena. Sa capacité est 18 500 places pour le basket-ball (17 188 places pour les Pélicans), 17 805 au maximum pour les concerts (Center Stage Concert) et 16 900 pour le football américain en salle. L'arène possède 56 suites de luxe (dont 12 ajoutées en 2002), le Hub Club et 2 800 sièges de club.

## Histoire
Le 9 juin 1993, l'État de Louisiane approuve un investissement de 215 millions $, comprenant 84 millions $ de dollars pour construire une arène, un stade de baseball de 10 000 sièges (Zephyr Field) à Metairie, un nouveau centre de formation pour les Saints de La Nouvelle-Orléans de la National Football League, des améliorations au Louisiana Superdome, l'expansion du Ponchartrain Center à Kenner, le développement du John Alario Center à Westwego et des améliorations aux zones de loisirs. Le 3 septembre 1993, Arthur Q. Davis, dont l'ancien cabinet (Curtis & Davis) a conçu le Superdome, est choisi comme architecte de l'arène. L'entreprise locale est maintenant Arthur Q. Davis, FAIA, and Partners.
En juin 1995, les défenseurs du projet repoussent la tentative de détournement des 84 millions $ de dollars prévu pour l'arène et l'agrandissement du Ernest N. Morial Convention Center (aujourd'hui New Orleans Morial Convention Center). On considérait la construction inopportune pour les rénovations du Superdome et sera financé par d'autres moyens. Le 30 novembre 1995, la cérémonie d'inauguration du projet se déroule sur le site avec le gouverneur Edwin Edwards comme conférencier invité.
Le 10 mars 1997, les démolitions et la préparation du terrain sont achevés par E.C. Durr, Inc., de Harahan. Le 31 mai marque le début de la construction de la structure.
Le 19 février 1998, après un processus d'appel d'offres ouvert, le conseil du Louisiana Stadium and Exposition District (LSED) recommande Spectacor Management Group (SMG) pour la gestion du bâtiment, parmi six entreprises concurrentes. Le 10 octobre 1998, le toit unique en son genre est finalisé avec une poutrelle géante de 120 tonnes. Six rayons d'appui principaux du toit sont faits de béton, utilisant la technique normalement utilisée dans la construction de pont. Le 14 octobre, le bail avec les Brass de La Nouvelle-Orléans est signé. Les Brass, membres de l'East Coast Hockey League (ECHL), ont joué leur deuxième saison dans le Municipal Auditorium, avant de passer dans la New Orleans Arena pour la saison 1999-2000.
Le 14 août 1999, l'arène connait son premier événement à guichet fermé. Les billets pour le concert des Backstreet Boys (« Into the Millenium » Tour) du 20 novembre sont en vente à 10h00 et vendus en 19 minutes.
Le 26 octobre, le Smoothie King Center est inaugurée par le gouverneur Mike Foster, le maire Marc Morial, LSED Board of Governors, et d'autres dignitaires. Le 29 octobre, l'arène organise son premier événement avec une rencontre de hockey sur glace entre le Brass de La Nouvelle-Orléans et les Kingfish de Bâton-Rouge. Le lendemain, des résidents de toute la ville obtiennent des places gratuitement pour assister au Grand Opening « Open House », avec 19 017 participants. Le 5 novembre, ZZ Top et Lynyrd Skynyrd produisent le premier concert.
Son coût de construction s'élève à 112 millions $ de dollars (avec la préparation du site). Les jardins autour de l'arène ont été réalisés par un paysagiste français, Jean Monier. Les Brass de La Nouvelle-Orléans de l'East Coast Hockey League était les locataires principaux pendant ses trois premières années jusqu'à ce que l'équipe fut forcée de se dissoudre après que la gestion des Hornets exigea la priorité. La construction d'une nouvelle arène était un facteur essentiel dans le mouvement des Hornets de Charlotte à La Nouvelle-Orléans. Le 30 octobre 2002, les « nouveaux » Hornets ont défait le Jazz de l'Utah (anciennement New Orleans Jazz). Entre 2002 et 2006, l'arène subit plusieurs phases de rénovations afin de l'adapter aux matchs NBA, ces rénovations ont inclus un nouveau tableau des scores central, une boutique officielle des Hornets, 12 suites de luxe et un restaurant pour un coût total de 14 millions $ de dollars.
À la suite de l'ouragan Katrina le 31 août 2005, des opérations médicales qui avaient été précédemment logées dans le Louisiana Superdome ont été déplacées dans l'arène. La conception du bâtiment a été examinée en 2006 par CPP, elle était en meilleure condition que le Superdome pour loger des opérations médicales sensibles. Le passage de l'ouragan causa 13 millions $ de dollars de dommages sur l'arène qui fut fermée pendant 187 jours jusqu'au 4 mars 2006.

### L'après Katrina
Les Hornets ont joué leur premier match depuis la saison NBA 2005-2006 dans la salle le 8 mars 2006 face aux Lakers de Los Angeles devant 17 744 spectateurs. Les Lakers ont gagné 113 à 107.
Le 5 juillet 2006, le Smoothie King Center a connu sa plus grande affluence pour n'importe quel événement pendant un concert, avec Tim McGraw et Faith Hill.
L'arène a accueilli le WWE Hell in a Cell 2011 le 2 octobre 2011

## Événements
- Concert de Backstreet Boys ("Into the Millenium" Tour), 20 novembre 1999
- WWE Royal Rumble 2001, 21 janvier 2001
- NCAA Women's Volleyball Final Four, 19-21 décembre 2002
- NCAA Women's Basketball Final Four, 4-6 avril 2004
- Concert de Tim McGraw et Faith Hill, 5 juillet 2006
- Premier et second tours du Championnat NCAA de basket-ball, 16-18 mars 2007 et 2010
- ArenaBowl XXI, 29 juillet 2007
- NBA All-Star Game 2008, 17 février 2008
- 311 Day 2008, 11 mars 2008
- ArenaBowl XXII, 27 juillet 2008
- Concert de Britney Spears le 3 mars 2009
- WWE Extreme Rules 2009, 7 juin 2009
- Concert d'AC/DC, 29 octobre 2009
- Concert de Lady Gaga, le 9 avril 2011
- Concert de Madonna (The MDNA Tour), 27 octobre 2012
- Tournoi de basket-ball masculin de la Southeastern Conference 2012
- WWE Hell In a Cell 2011
- WWE Elimination Chamber, 17 février 2013
- NBA All-Star Game 2014, 16 février 2014
- WWE Monday Night RAW, 7 avril 2014
- WWE SmackDown Live , 13 juin 2017
- NXT TakeOver: New Orleans, 7 avril 2018
- WWE Monday Night RAW, 9 avril 2018
- WWE SmackDown Live, 10 avril 2018
- Concert de Olivia Rodrigo (Guts World Tour), le 2 Mars 2024

## Galerie

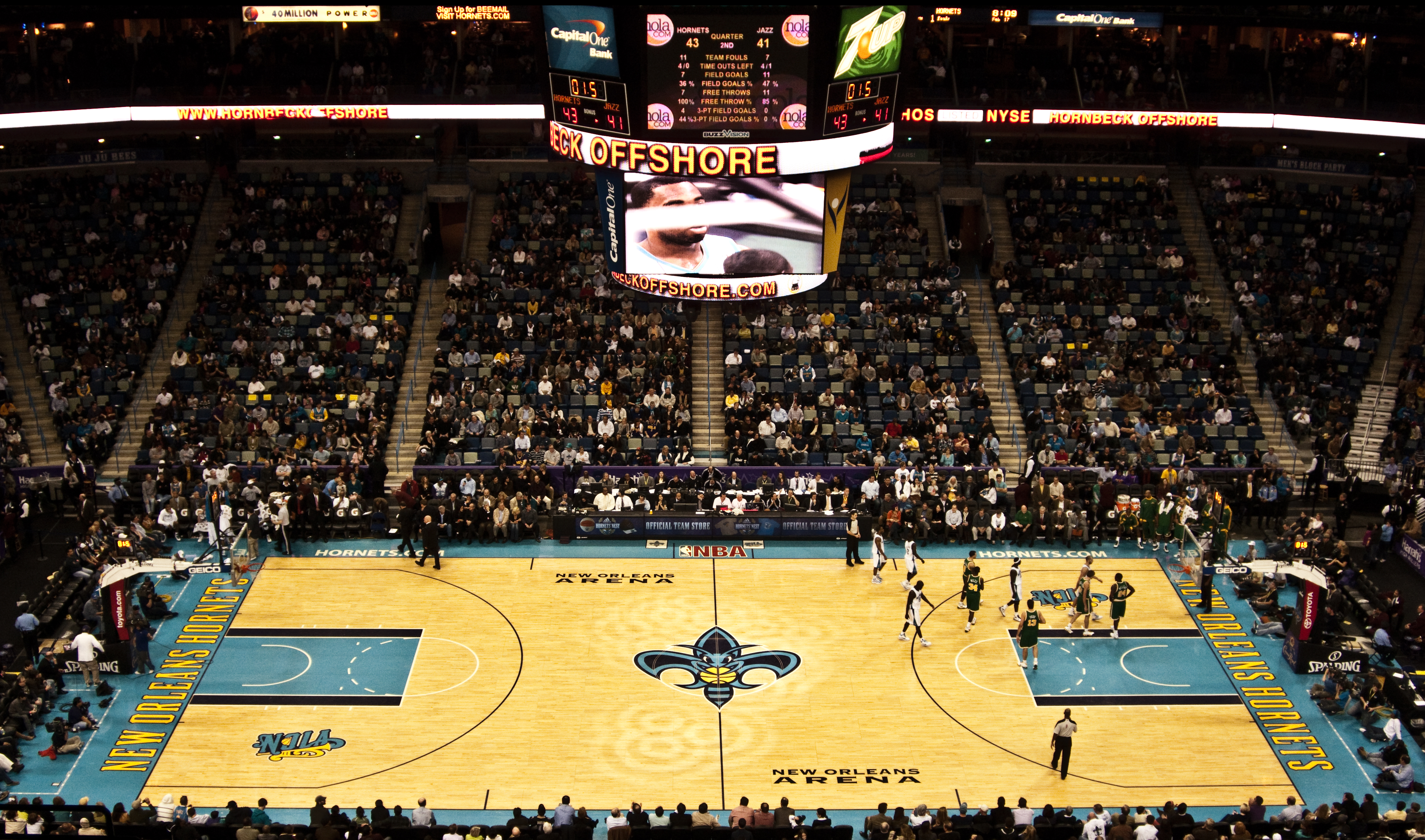
Parquet des New Orleans Hornets
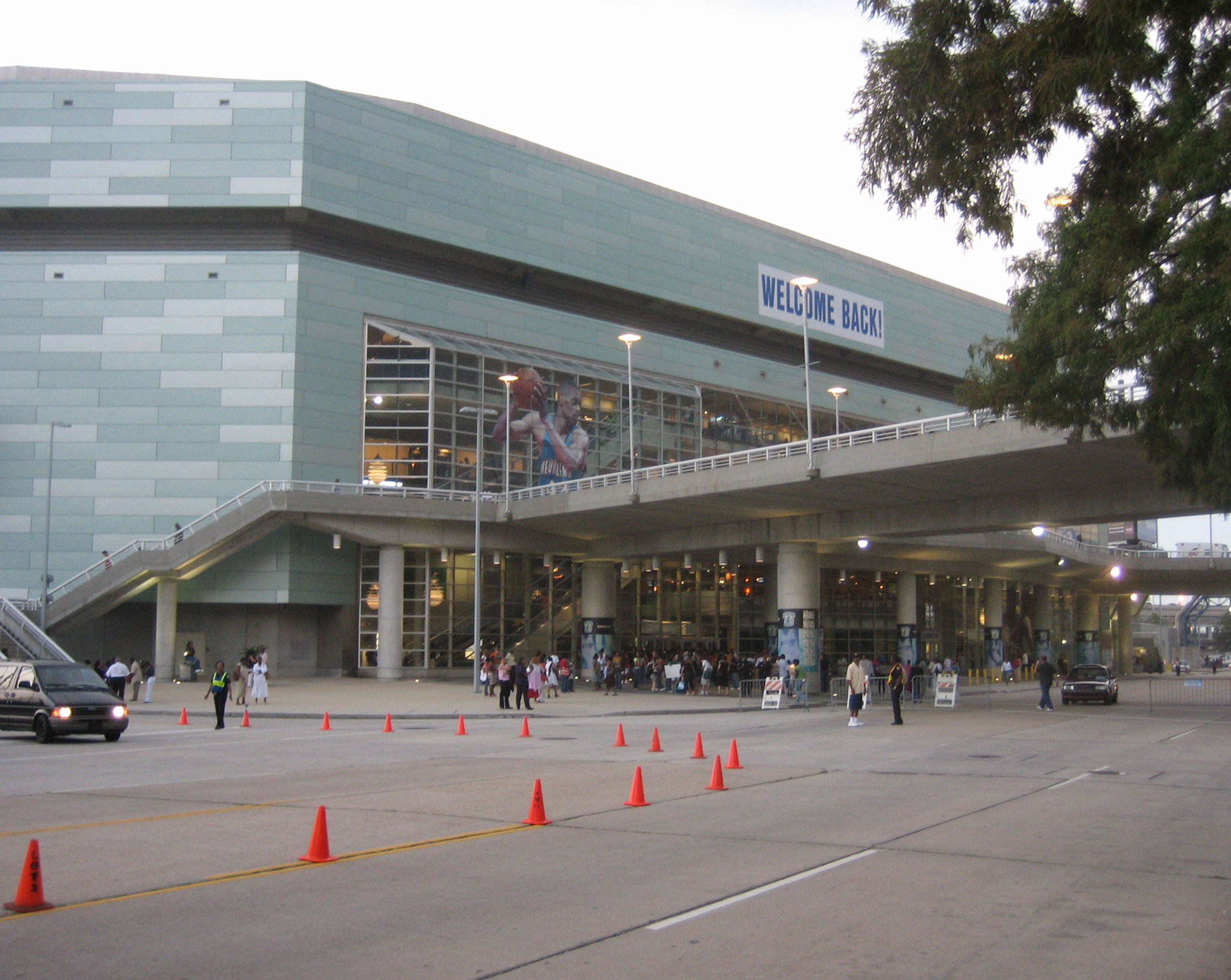
Photo d'août 2006
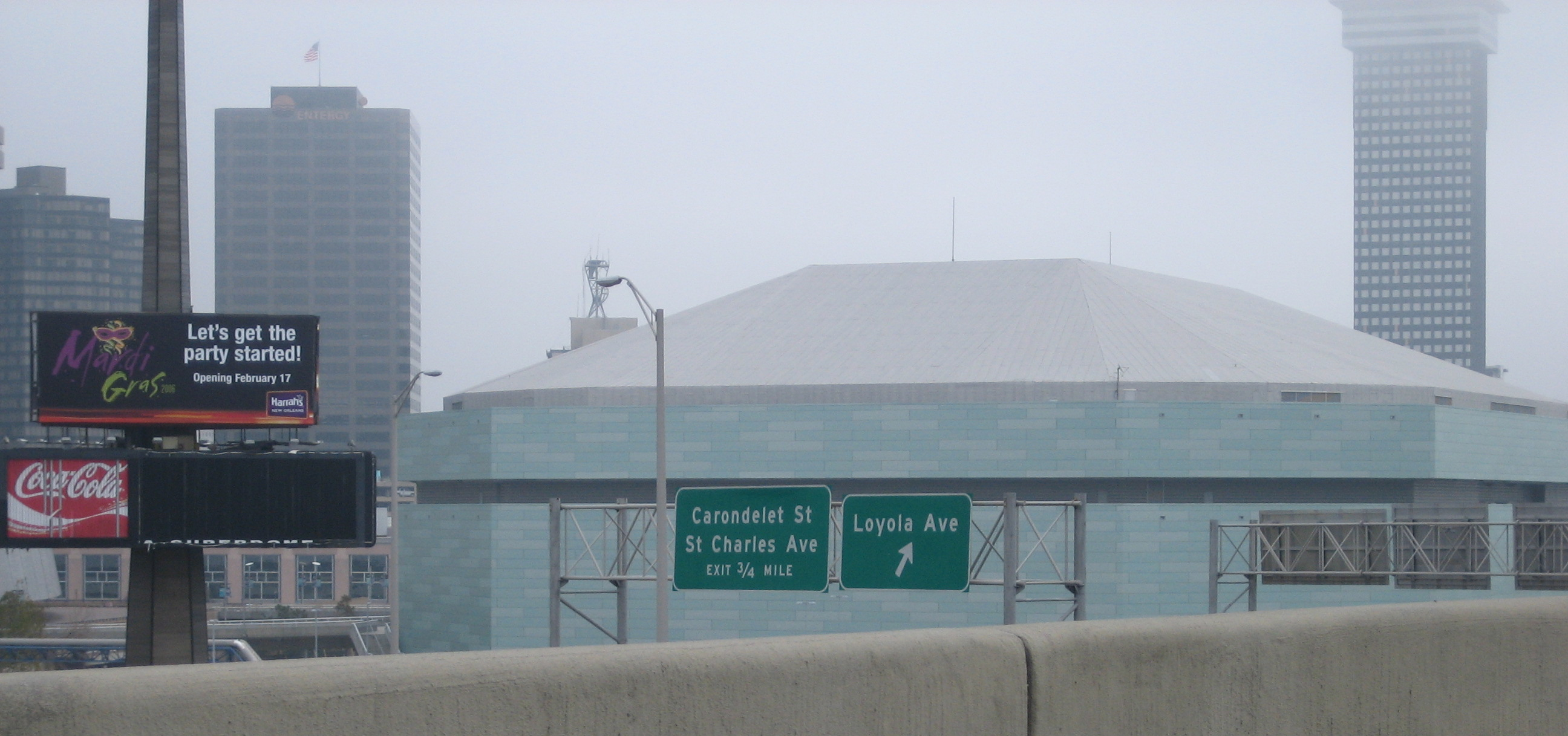
12 janvier 2006
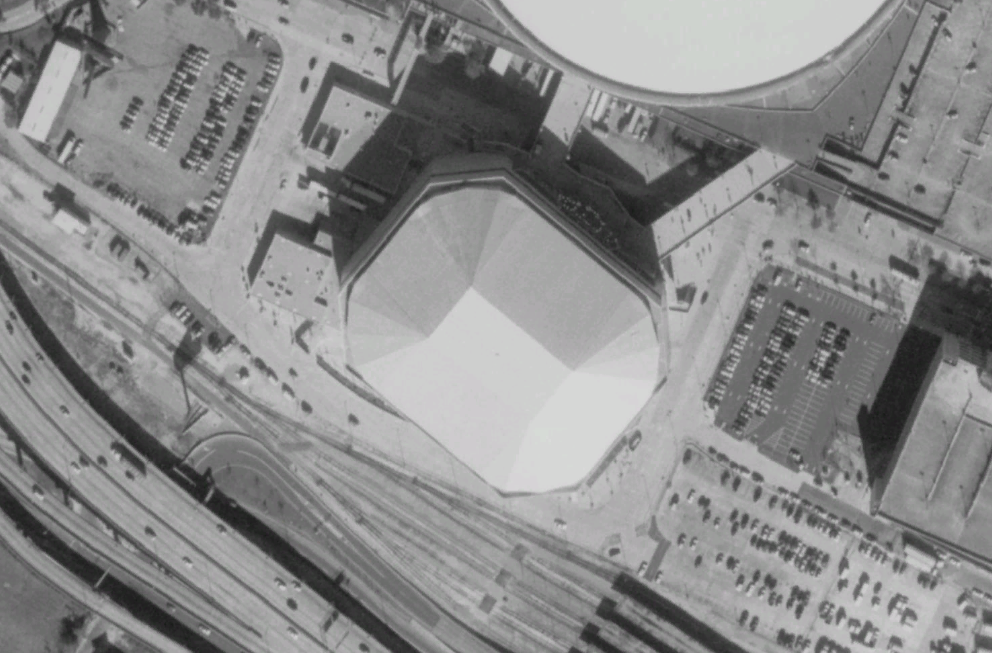
Image satellite
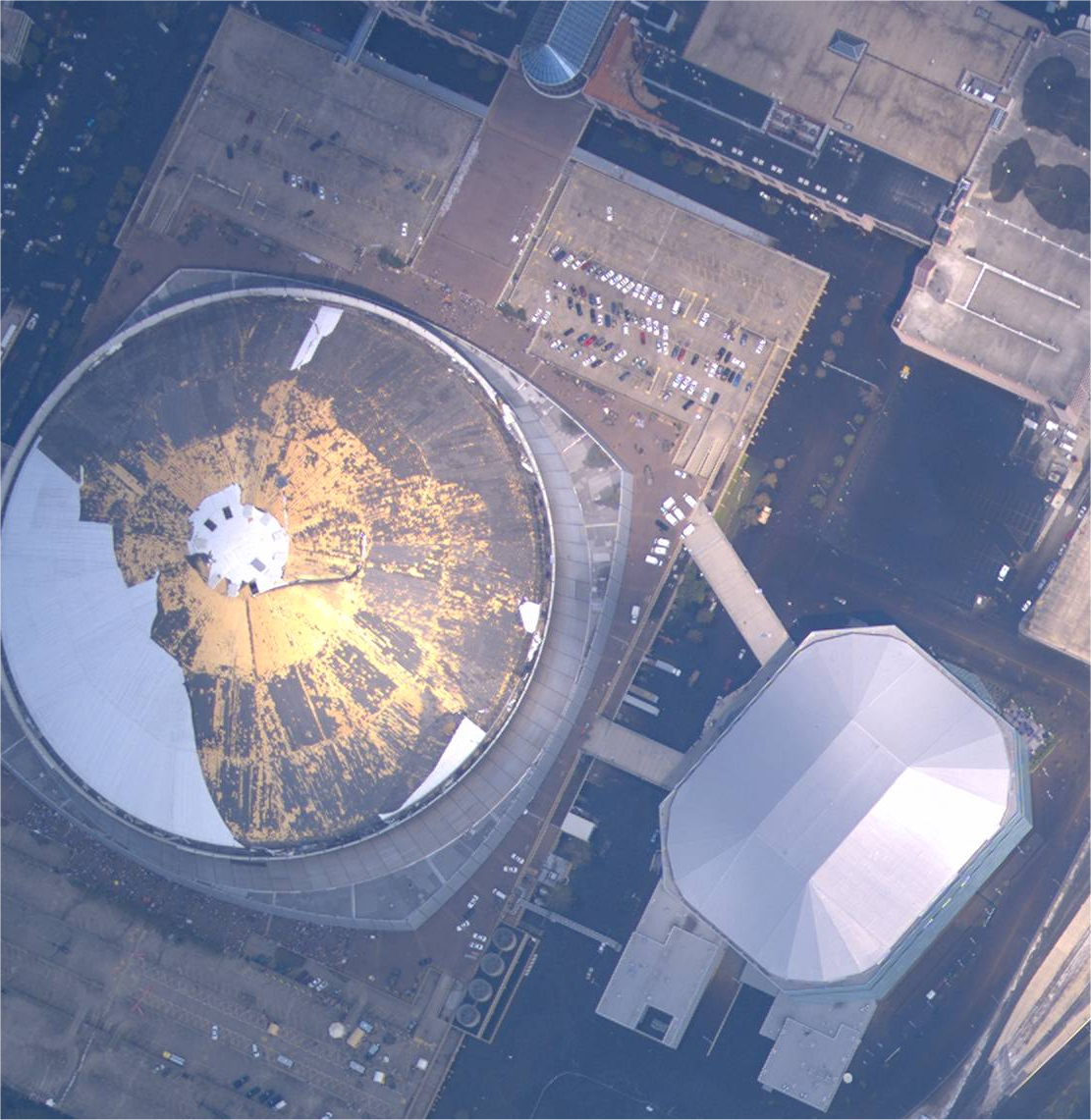
Image satellite après l'Ouragan Katrina
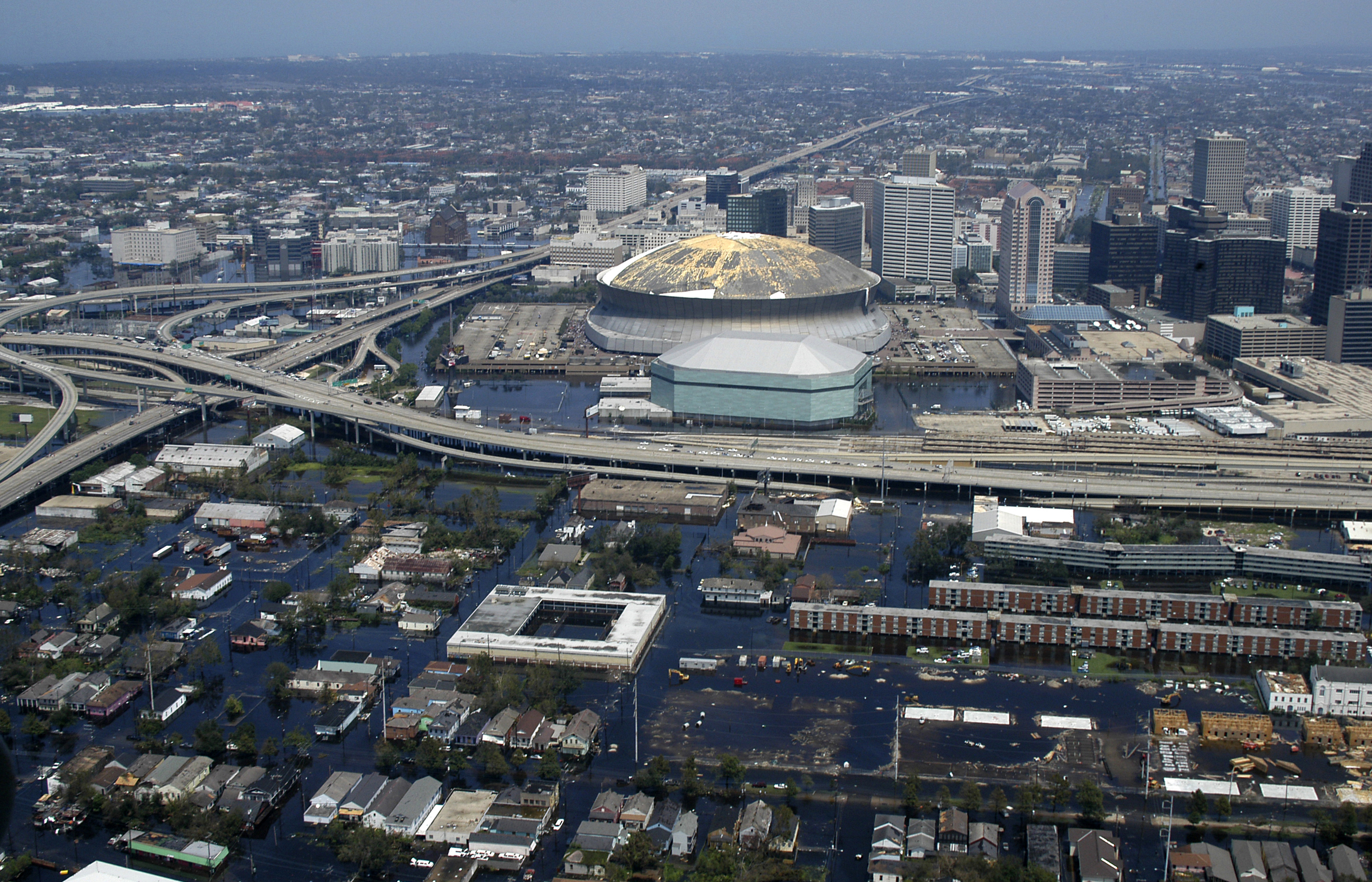
Vue aérienne après le passage de Katrina
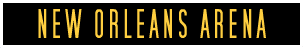
Ancien logo
Ancien logo